# Benno Rauchenegger

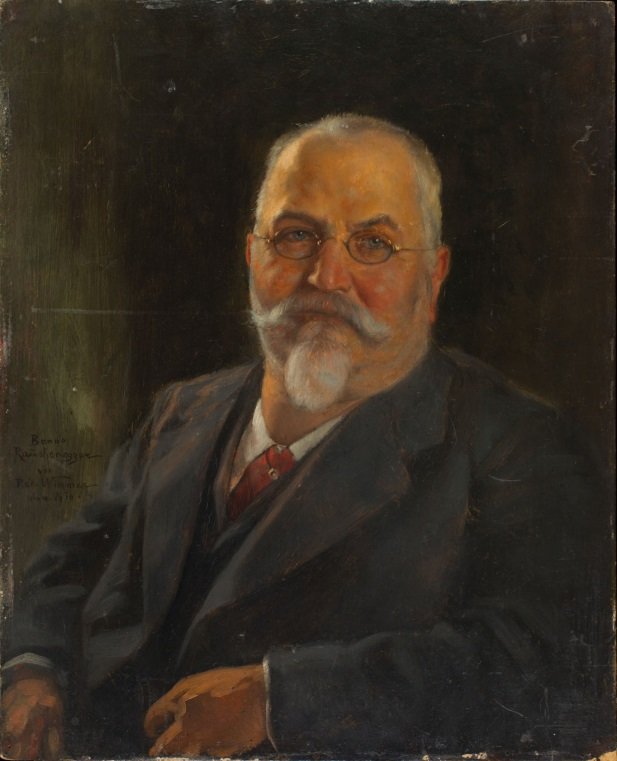
Rudolf Wimmers Porträt Benno Raucheneggers

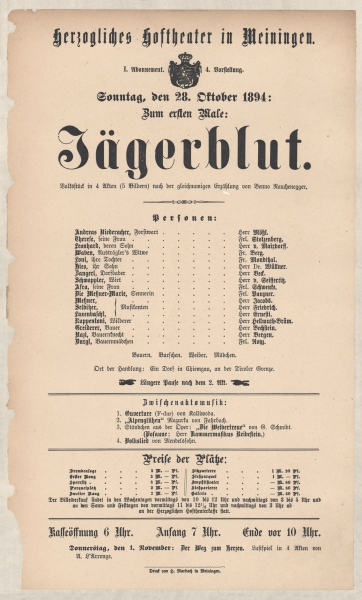
Theaterzettel des Hoftheaters Meiningen aus der Spielzeit 1894/95

Benno Rauchenegger (* 20. August 1843 in Memmingen; † 1. August 1910 in München) war ein deutscher Schriftsteller.

## Leben
Benno Rauchenegger war ein Sohn des Salzbeamten Benno Rauchenegger und dessen Frau Sophia, geb. de Spét. Sein jüngerer Bruder Alois Edgar wurde später Tiermaler. Sein Vater publizierte ein Drama und mehrere Abhandlungen, die Mutter veröffentlichte das Buch Meine Mission bei Pius IX. und Napoleon III.
Die Familie Rauchenegger zog 1845 von Memmingen nach München um, wo Benno Rauchenegger das Ludwigsgymnasium besuchte, ehe er sich im Alter von 15 Jahren zum Militär meldete. Danach war er kaufmännisch tätig, wandte sich dann aber dem Journalismus und anderer schriftstellerischer Tätigkeit zu. Sein Versuch, in Traunstein eine Zeitung zu gründen, scheiterte. Traunstein war die Heimat seiner Frau Maria, geb. Röhl, die er 1863 heiratete. Aus der Ehe gingen drei Töchter und ein Sohn hervor.
Artikel Raucheneggers erschienen im Allgäuer Anzeigeblatt, in der Augsburger Abendzeitung, den Münchener Neuesten Nachrichten, der Gartenlaube, in Über Land und Meer und den Fliegenden Blättern. Sein Bericht Der Hochwasser-Durchbruch in Immenstadt wurde 1873 mit Illustrationen von Franz Xaver Glötzle veröffentlicht.
Nachdem Minister Sigmund von Pfeufer auf Raucheneggers Schriften aufmerksam geworden war, erhielt dieser im Jahr 1877 einen Kanzlei- und Registraturposten im Innenministerium. In den nachfolgenden 20 Jahren konnte Rauchenegger nur noch in seiner Freizeit schreiben. 1897 wurde er aus Krankheitsgründen, mittlerweile Geheimsekretär geworden, vorzeitig pensioniert.
Rauchenegger schuf populäre literarische Figuren wie Frau Maria Wurzl vom Viktualienmarkt und den Privatier Nudelmaier samt Familie. Zu Nudelmaier Jr. in Afrika schuf Eugen von Baumgarten Illustrationen. Otto Julius Bierbaum bezeichnete Nudelmaier als „liebenswürdigen Philister“. Literarisch höher als die Nudelmaier-Geschichten stehen nach Meinung Aloys Dreyers die Humoresken Raucheneggers, die in den Fliegenden Blättern zu lesen waren.
Rauchenegger veröffentlichte zusammen mit Ludwig Aub 1888 einen Führer durch München und schrieb Stücke für das Schlierseer Bauerntheater. Der Amerikaseppl wurde auch in New York aufgeführt. Rauchenegger verdiente an den Tantiemen allerdings nur wenig, da er die Rechte billig an den Rubin-Verlag verkauft hatte. In der katholischen Presse konnte man folgende Klage über das Theaterstück lesen: „Das Stück enthält neben dem größten Unsinn Stellen, die nichts weiter als eine Verhöhnung unserer religiösen Gefühle bezwecken. Wenn die fromme Frau so und so oft das Kreuz schlägt und dabei die Worte spricht: ‚Gott verzeihe mir die Sünde‘, so folgten darauf stets minutenlange Heiterkeitsausbrüche seitens der anwesenden jüdischen und protestantischen Theaterbesucher.“ Jägerblut wurde zweimal verfilmt, ebenso Der Ausgestoßene.
Mitunter bediente Rauchenegger sich des Pseudonyms „Hans Felsinger“.
Rauchenegger war Freimaurer. Er starb knapp ein Jahr nach seiner Frau. Zu dieser Zeit war Rudolf Wimmer gerade dabei, sein Porträt zu malen. Das unvollendete Bild befindet sich im Stadtmuseum München. Rauchenegger wurde in der Figur des Aktuars Götzensperger von Josef Ruederer in dem Stück Die Fahnenweihe von 1895 porträtiert. In einem Nachruf Aloys Dreyers auf Rauchenegger verwehrte sich dieser aber dagegen, Benno Rauchenegger auf einen „Schnaderhüpflhanswurst“ zu reduzieren. In München ist die Raucheneggerstraße nach dem Schriftsteller benannt.

## Werke (Auswahl)
- Der Hochwasser-Durchbruch in Immenstadt : Kurze Beschreibung der am 28. Juli 1873 stattgefundenen Ueberschwemmung, aufgezeichnet, mit 5 lithographierten Tafeln, Glötzle, Immenstadt, 1873 OCLC 635001618[Digitalisat 1]
- Papstthum und deutsches Kaiserthum oder die Infallibilität und ihre Bedeutung für die deutschen National-Interessen, Ferdinand Schöningh, Paderborn, 1875 OCLC 1071159158
- mit Ludwig Aub: A Führer durch d'Münch'nerstadt, M. Specht, München, 1888 OCLC 163298433[Digitalisat 2]
- Münchner Skizzen, humoristische Schilderungen aus dem Volksleben Isar-Athens 1, Sonderabdruck aus dem Feuilleton der  Münchner Neuesten Nachrichten, Verlag der Münchner Neuesten Nachrichten, München, 1888 OCLC 162672853
- Münchner Skizzen : humoristische Schilderungen aus dem Volksleben Isar-Athens 2., Verlag der Münchner Neuesten Nachrichten, München, 1889 OCLC 162672861[Digitalisat 3]
- Allerhand G'schicht'n! Ernstes und Heiteres aus dem Volksleben in den bayerischen Bergen und in Städten, Verlag der Münchner Neuesten Nachrichten, München, 1889 OCLC 253979945
- Jägerblut, Volksstück in vier Akten (6 Bildern) nach der gleichnamigen Erzählung von Benno Rauchenegger. Musik von Josef Krägel, Rubin, München, 1890 OCLC 179774115
- Geächtet oder Der Ausgestoßene, Volksstück in vier Aufzügen, Köhler, München, 1892 OCLC 635027780
- Frau Wurzl vom Viktualienmarkt : Gesammelte Briefe an die "Münchner Neuesten Nachrichten"Frau Wurzl vom Viktualienmarkt, Gesammelte Briefe an die „Münchner Neuesten Nachrichten“, Knorr & Hirth, München, 1893 OCLC 162795834
- Gedenkschrift zur Feier des 25 jährigen Jubiläums des Vereins für allgemeine Bildung und Fortschritt in Immenstadt, Knorr & Hirth, München, 1893 OCLC 634997133
- Noch was! Heitere Geschichten aus dem Münchner Volks- und Familienleben, Sonderabdruck aus dem Feuilleton der  Münchner Neuesten Nachrichten, Knorr & Hirth, München, 1894 OCLC 20449860
- Der Berggeist, Fastnachtsschwank in drei Aufzügen, Brakl's Rubinverlag, Herzogl. bayer. Hof-Buch- und Kunsthandlung, Bühnen-Manuscripten-Verlag München Druck von Seitz et Schauer, München, um 1895 OCLC 992515324
- D' Schatzgraber, Volksstück in vier Aufzügen, Brakl's Rubinverlag, Herzogl. bayer. Hof-Buch- und Kunsthandlung, Bühnen-Manuscripten-Verlag München Druck von Seitz et Schauer, München, um 1895 OCLC 992474486
- Auf dem Kriegspfade, Schwank in einem Aufzug, Brakl's Rubinverlag, Herzogl. bayer. Hof-Buch- und Kunsthandlung, Bühnen-Manuscripten-Verlag München Druck von Seitz et Schauer, München, um 1895 OCLC 992455842
- Im Nebel, Schwank in zwei Aufzügen, Brakl's Rubinverlag, Herzogl. bayer. Hof-Buch- und Kunsthandlung, Bühnen-Manuscripten-Verlag München Druck von Seitz et Schauer, München, um 1895 OCLC 992455803
- Buch der Reden und Toaste : Eine Sammlng ernster und heiterer Reden, Toaste für gebildete Kreise zu den verschiedensten Festlichkeiten und besonderen Ereignissen in der Familie, im Gemeindeleben und im gesellschaftlichen Verkehr, bei Vereinsfeierlichkeiten etc. etc. : Als praktisches Handbuch Allen empfohlen, welche vermöge ihrer gesellschaftlichen Stellung in die Lage kommen, öffentlich sprechen zu müssen, Verlag von Otto Galler, München, 1895 OCLC 992512751
- Der G'schaftlhuaber, Münchener Leben im Sommer 1898, Fritsch, München, 1898 OCLC 43303972
- Der G'schaftlhuaber 2, Nudelmaier Jr. in Afrika und sonstige Reiseberichte des Redactions-Personales der Weltschrift, Fritsch, München, 1898 OCLC 699535707
- mit Richard Manz unter dem Pseudonym Hans Felsinger: Der Amerika-Seppl, Bauernposse mit Gesang und Tanz in drei Akten, Rubinverlag W. Köhler, 1898 OCLC 635027593 OCLC 992509705
- Oberammergau: Wege nach Oberammergau, München, München-Starnberg-Murnau-Oberammergau, das Passionsspiel 1900, die Königsschlösser, Reutte, Füssen, Garmisch-Partenkirchen etc. etc., Bruckmann's illustrirte Reiseführer 108, München, 1900 OCLC 162482202
- Einführung zu Dös giebt's!, Münchner Humoresken von Maximilian Krauss, Deutsche Verlagsanstalt, Stuttgart und Leipzig, 1900 OCLC 630383999
- Incognito, Schwank in einem Akt, Rubinverlag, München, 1901 OCLC 252882794
- mit Konrad Dreher: In der Sommerfrisch'n, Posse mit Gesang in vier Akten, Köhler, München, 1902 OCLC 634410550
- mit Konrad Dreher: Anno 48, Posse mit Gesang in drei Aufzügen, Rubinverlag, um 1903 OCLC 464640126
- Humoresken, Braun & Schneider, München, 1903 OCLC 252882429
- Schwäbische Frauen, Württembergischer Hilfsverein, München, 1904 OCLC 252882429
- Zur Frage der Körperlichen Erziehung am Gymnasium, Späth, Rosenheim, 1909 OCLC 881876638[Digitalisat 4]

## Digitalisate
1. ↑  Der Hochwasser-Durchbruch in Immenstadt als Digitalisat beim Münchener Digitalisierungszentrum der Bayerischen Staatsbibliothek
2. ↑  A Führer durch d'Münch'nerstadt  als Digitalisat der Universitätsbibliothek der  Ludwig-Maximilians-Universität München
3. ↑  Münchner Skizzen : humoristische Schilderungen aus dem Volksleben Isar-Athens 2.  als Digitalisat bei Hathi Trust
4. ↑  Zur Frage der Körperlichen Erziehung am Gymnasium  als Digitalisat bei der Universitäts- und Landesbibliothek der Heinrich-Heine-Universität Düsseldorf